# Network Operating System
Network Operating System, ou NOS, est un système d'exploitation de supercalculateur de la Control Data Corporation.
Il existe en deux versions : 
- NOS/BE : Network Operating System/Batch environment
- NOS/VE : Network Operating System/Virtual environment

En France, de nombreux clients faisant du calcul scientifiques furent équipés de ces supercalculateurs : le CNES, Aérospatiale, le CEA, TOTAL, l'armée française, la CGG…
NOS/VE fut le dernier OS livré par CDC. Basé sur les travaux de Multics, il était capable de simuler Unix. Cet OS très puissant n'a pourtant pas été accompagné d'un hardware compétitif par rapport aux machines Unix de chez Sun, HP, IBM ou face aux crayettes qui ont presque toutes disparues en 2009.
De nombreuses gammes ont défilé au cours du temps dont les célèbres Cyber 6600 et Cyber 7600.